# Bomolochus
Bomolochus – rodzaj widłonogów z rzędu oczlikowców i rodziny Bomolochidae. Obejmuje 21 opisanych gatunków.

## Morfologia
Ciało u obu płci budowy typowej dla oczlikowców, acz u samca mniejsze niż u samicy. Głowotułów (cefalosoma) jest najszerszy i może mieć podłużną bruzdę. Na przedniej krawędzi ma rostrum silnie odgięte dobrzusznie i ku tyłowi. 
Następne segmenty tułowia (metasomy) są zaś coraz węższe, czasem nieco ku tyłowi wystające i zasłaniające część segmentu następnego. Furka ma ramiona widełek walcowate lub nieco ku szczytom się zwężające.

### Samica
Czułki pierwszej pary zbudowane są z sześciu członów, z których trzy pierwsze tworzą część nasadową. Ma ona 15 pierzastych szczecinek zmysłowych, szczecinki gładkie, a na spodniej stronie płytki z palcowatymi przedłużeniami. Czułki drugiej pary mają endopodity z podłużnymi szeregami drobnych kolców, czasem poprzerywanymi. Szczęki pierwszej pary mają cztery szczecinki. Szczękonóża mają trójkątne podstawy z dwiema szczecinkami oraz silnie falisty pazurek z zębem dodatkowym i jedną szczecinką przy jego nasadzie.
Tułów ma pięć par odnóży pławnych. Pierwsza para ma silnie spłaszczone endopodit i egzopodit, ten drugi zwykle o pozlewanych członach. Druga para ma silnie spłaszczony endopodit z dwiema szczecinkami na krawędzi wewnętrznej drugiego członu. Trzecia para ma niezmodyfikowany endopodit z jedną szczecinką na krawędzi wewnętrznej drugiego członu. Egzopodity par drugiej, trzeciej i czwartej mają wszystkie kolce krawędziowe zewnętrzne z wiciami. Odnóża piątej pary rozdzielone są wolnym sklerytem międzybiodrowym i mają człony ostatnie szpatułkowate z trzema przydatkami, zwykle z dwoma kolcami szczecinkowatymi i jedną szczecinką.
Odwłok (urosoma) ma somity pierwszy i drugi przekształcone w kompleks genitalny, a te od trzeciego do piątego normalnie rozwinięte.

### Samiec
U samca szczękonóża są duże, o formie szczypców z nabrzmiałą podstawą i długim palcem ruchomym lub pazurem, służące przyczepieniu się do samicy. Pierwsza para odnóży jest słabiej niż u samicy zmodyfikowana. Endopodity par drugiej, trzeciej i czwartej są dwuczłonowe. Ostatni człon odnóży piątej pary jest szpatułkowaty z dwiema szczecinkami na wierzchołku. Odwłok ma zwykle nie tylko somity pierwszy i drugi, ale także trzeci włączone w duży kompleks genitalny.

## Ekologia
Widłonogi te są pasożytami ryb. Większość gatunków żyje w skrzelach przyczepiona albo do blaszek skrzelowych albo do nabłonka wewnętrznej strony wieczka skrzelowego. Pozostałe żyją w jamach nosowych gospodarzy.

## Taksonomia
Takson ten wprowadzony został w 1832 roku przez fińskiego biologa Alexandra von Nordmanna. Bomolochus soleae gatunkiem typowym wyznaczony został w 1963 roku przez Willema Vervoorta. 
Do rodzaju tego zalicza się 21 opisanych gatunków:

- Bomolochus bellones Burmeister, 1833
- Bomolochus bramus Ho & Lin, 2009
- Bomolochus constrictus (Cressey & Collette, 1970)
- Bomolochus cuneatus Fraser, 1920
- Bomolochus decapteri Yamaguti, 1936
- Bomolochus ensiculus (Cressey, in Cressey & Collette, 1970)
- Bomolochus globiceps (Vervoort & Ramirez, 1968)
- Bomolochus hoi Izawa, 2020
- Bomolochus indicus Kaliyamurthy, Singh & Singh, 1988
- Bomolochus megaceros Heller, 1865
- Bomolochus minus Lin & Ho, 2005
- Bomolochus multiceros Pillai & Natarajan, 1977
- Bomolochus myctophi Avdeev, 1993
- Bomolochus nitidus Wilson C.B., 1911
- Bomolochus paucus Cressey & Dojiri, 1984
- Bomolochus psettobius (Vervoort, 1962)
- Bomolochus selaroides Pillai, 1965
- Bomolochus sinensis (Cressey, in Cressey & Collette, 1970)
- Bomolochus soleae Claus, 1864
- Bomolochus unicirrus Richiardi, 1880
- Bomolochus xenomelanirisi Carvalho, 1955